# Bernhard Lundgren (fotograf)
För paleontologen, se Bernhard Lundgren
Bernhard Lundgren, född 1867 i Lund, var en svensk kamrer och fotograf.
Bernhard Lundgren flyttade till Södertälje 1900 och anställdes som kamrer vid Svenska Juteväfveri AB. Hans hade fotografering som fritidsintresse. Förutom familjen dokumenterade han vardagsliv, fester och tilldragelser i staden.
Bernhard Lundgren var gift med Alida (död 1940) och hade barnen Elsa, Harald och Erik, vilka ofta förekom i förgrunden på fotografierna. Han flyttade till Stockholm 1911.

## Bildgalleri

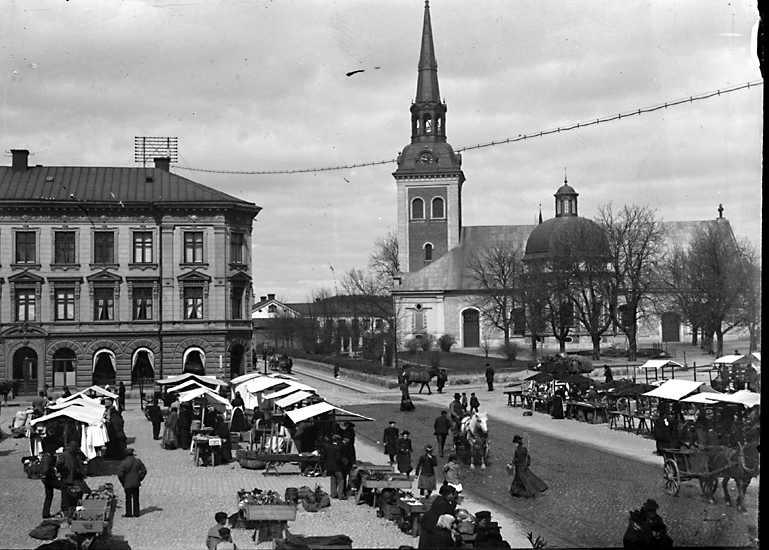
Marknad på Stora Torget i Södertälje, 1902
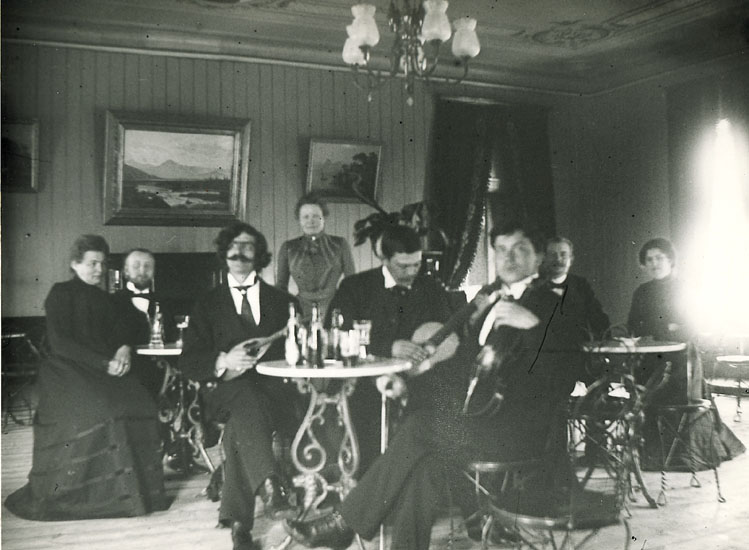
Stadskällaren i gamla Rådhuset i Södertälje, 1902-1910
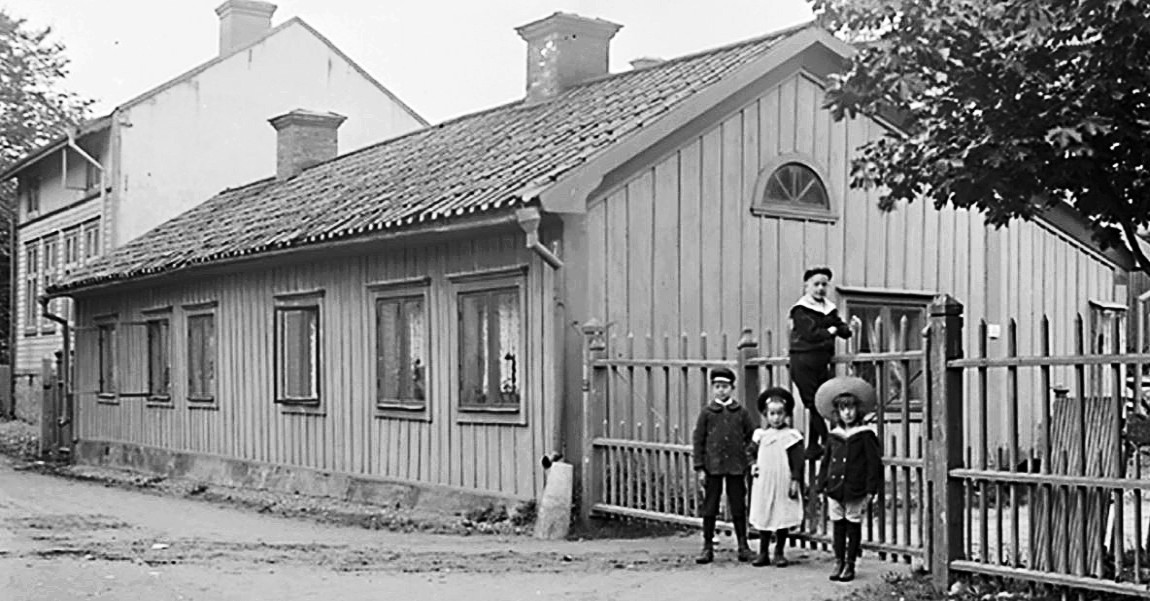
Wallins gård på Ekdahlsgatan, 1909, senare flyttad till Torekällberget
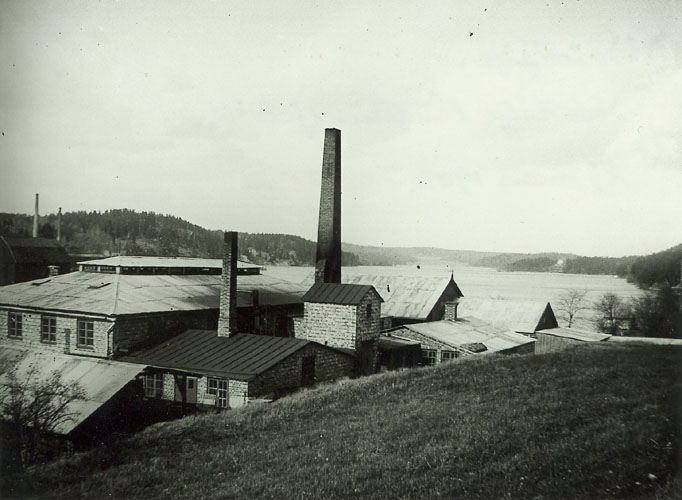
Södertelje tändsticksfabrik, 1903
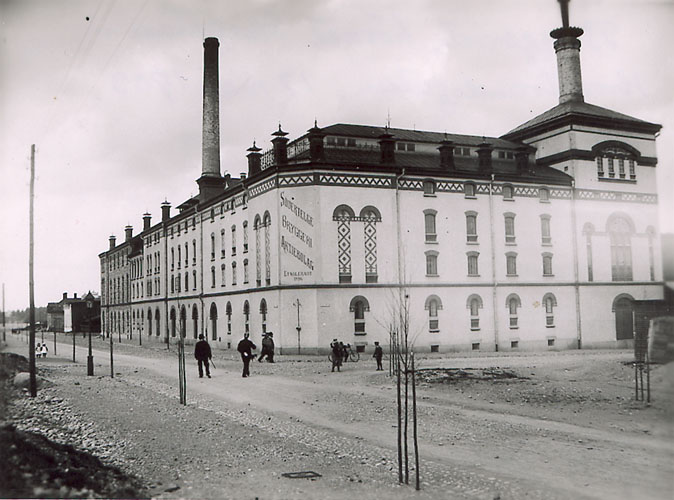
Bryggeriet i hörnet Storgatan/Kronstrandsgatan, 1903
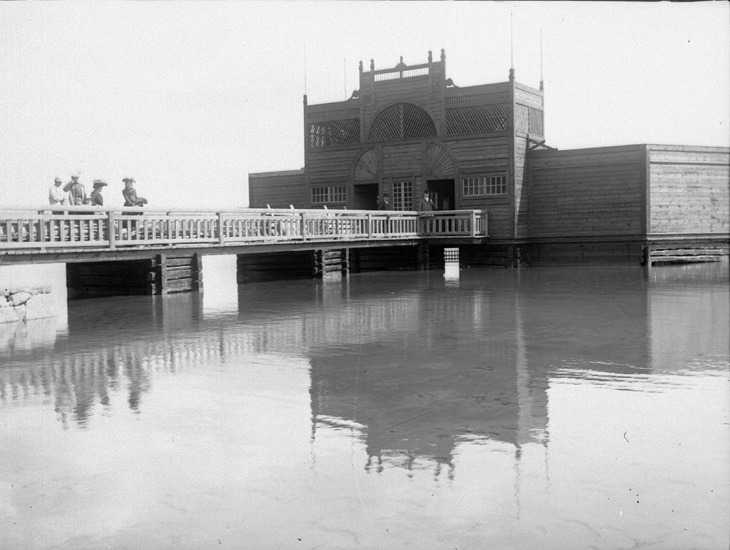
Södertälje havsbad, tidigast 1904
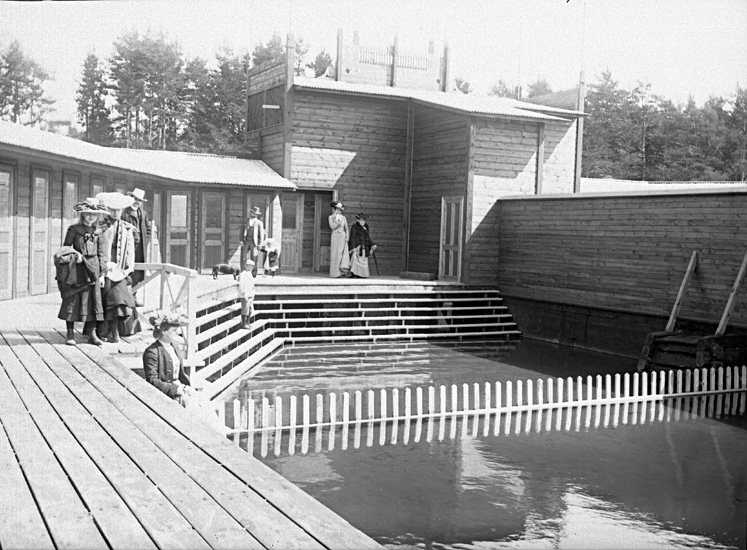
Bassäng i badpaviljongen, tidigast 1904